# إدرار البول
إدرار البول أو الإِبَالَة أو غَزارة البول أو درور البول هو زيادة التبول وأي عملية فيزيولوجية ينتج عنها مثل هذه الزيادة، وهذا بدوره يتضمن فرط إنتاج البول في الكلى كجزء من الحفاظ على التوازن الداخلي لتوازن السوائل في الجسم.
في الأشخاص الأصحاء، يؤدي شرب المزيد من الماء إلى إدرار البول الخفيف للحفاظ على توازن الماء في الجسم. يحتاج العديد من الأشخاص الذين يعانون من مشاكل صحية مثل قصور القلب والقصور الكلوي إلى الأدوية المدرة للبول لمساعدة الكلى على التعامل مع السوائل الزائدة للوذمة. تساعد هذه الأدوية الجسم على التخلص من الماء الزائد عن طريق البول الزائد. ترتبط تراكيز الإلكتروليتات في الدم ارتباطًا وثيقًا بتوازن السوائل، لذا فإن أي فعل أو مشكلة تنطوي على شرب السوائل أو إخراجها وإفرازها (مثل كثرة البوال، والعطاش، والإسهال،وقلة البول، وانقطاع البول، والإنهاك الحراري، وبدء أو تغيير جرعات مدرات البول، وغيرها..) يمكن أن يتطلب تدبيرًا للكهارل، سواء من خلال الرعاية الذاتية في الحالات الخفيفة أو بمساعدة المهنيين الصحيين في الحالات المتوسطة أو الشديدة.
في بعض الأحيان، يكون هناك فرق ضمني بين إدرار البول بمعنى الزيادة المناسبة (كما هو الحال في العلاج الناجح للمدرات التي تتحكم في الأعراض جيدًا) والبوال (البوال) بمعنى الزيادة غير المناسبة (كما هو الحال عند فشل العلاج الفموي الخافض لنسبة السكر في الدم الذي يجب رفعه للوصول إلى المستوى الطبيعي). ومع ذلك، أحيانًا تكون الكلمات مترادفة من أجل التبسيط.

## إدرار البول الأسموزي
إدرار البول الأسموزي (أو التناضحي) هو زيادة معدل التبول الناجم عن وجود مواد معينة في النبيبات الكلوية الصغيرة في الكلى. يحدث الإفراز عندما تدخل مواد مثل الجلوكوز إلى نبيبات الكلى ولا يمكن إعادة امتصاصها (بسبب حالة مرضية أو طبيعة المادة). تسبب المواد زيادة في الضغط الأسموزي داخل النبيب، مما يتسبب في احتباس الماء داخل التجويف، وبالتالي يقلل من إعادة امتصاص الماء، مما يزيد من إخراج البول (أي إدرار البول). يمكن ملاحظة نفس التأثير في العلاجات مثل المانيتول، والذي يستخدم لزيادة إخراج البول وتقليل حجم السائل خارج الخلية.
يمكن للمواد في الدورة الدموية أيضًا أن تزيد من كمية السائل المنتشر عن طريق زيادة الأسمولية في الدم. هذا له تأثير سحب الماء من الحيز الخلالي، وإتاحة المزيد من الماء في الدم، والتسبب في أن تقوم الكلى بتعويض ذلك عن طريق إزالتها للماء الزائد كبول. في حالة انخفاض ضغط الدم، غالبًا ما يتم استخدام الغرويات عن طريق الوريد لزيادة حجم الدورة الدموية في حد ذاتها، ولكن نظرًا لأنها تمارس قدرًا معينًا من الضغط الاسموزي، يتم نقل الماء أيضًا، مما يزيد من حجم الدورة الدموية. مع ارتفاع ضغط الدم، تزيل الكلى السوائل الزائدة عن طريق البول. يتم إفراز الصوديوم والكلوريد والبوتاسيوم في إدرار البول التناضحي الناشئ عن داء السكري (DM). ينتج إدرار البول التناضحي عن الجفاف الناتج عن البوال والعطاش الكلاسيكي (العطش المفرط) المرتبط بمرض السكري.

## إدرار البول القسري
قد يؤدي إدرار البول القسري (زيادة تكون البول عن طريق مدرات البول والسوائل) إلى زيادة إفراز بعض الأدوية في البول ويستخدم هذا لعلاج الجرع الزائدة من الأدوية أو التسمم بهذه الأدوية والتهاب المثانة النزفي.

### مدرات البول
معظم الأدوية المدرة للبول هي إما أحماض ضعيفة أو قواعد ضعيفة. عندما يصبح البول قلويًا، يزداد التخلص من الأدوية الحمضية في البول. ينطبق العكس على الأدوية القلوية. هذه الطريقة لها أهمية علاجية فقط حيث يتم إفراز الدواء في شكل نشط في البول وبحيث يمكن تعديل الرقم الهيدروجيني للبول إلى مستويات أعلى أو أقل من قيمة pK للشكل النشط لذلك الدواء.
بالنسبة للأدوية الحمضية، يجب أن يكون الرقم الهيدروجيني للبول أعلى من قيمة pK لهذا الدواء، والعكس بالنسبة للأدوية القاعدية. وذلك لأن تأين الدواء الحمضي يزداد في البول القلوي ولا يمكن للأدوية المتأينة عبور غشاء البلازما بسهولة لذلك لا يمكن إعادة دخول الدم من نبيبات الكلى. هذه الطريقة غير فعالة بالنسبة للأدوية المرتبطة بشدة بالبروتين (مثل مضادات الاكتئاب ثلاثية الحلقات) أو التي لها حجم توزع واضح (مثل الباراسيتامول ومضادات الاكتئاب ثلاثية الحلقات).
لإدرار البول القلوي (القسري)، يضاف بيكربونات الصوديوم إلى سائل التسريب لتكوين الدم، وبالتالي، البول القلوي. يصبح استبدال البوتاسيوم ذا أهمية قصوى في هذا الوضع لأن البوتاسيوم عادة ما يُفقدْ في البول. إذا تم استنفاد مستويات البوتاسيوم في الدم عن المستويات الطبيعية، يحدث نقص بوتاسيوم الدم، مما يعزز احتباس أيونات البيكربونات ويمنع إفراز البيكربونات، وبالتالي يتداخل مع قلونة البول. تم استخدام إدرار البول القلوي القسري لزيادة إفراز الأدوية الحمضية مثل الساليسيلات والفينوباربيتون ، ويوصى به لانحلال الربيدات.[تحقق من المصدر]
لإدرار البول الحمضي (القسري)، يستخدم حمض الأسكوربيك (فيتامين سي) أحيانًا. يستخدم كلوريد الأمونيوم أيضًا لإدرار البول القسري ولكنه مركب سام.[بحاجة لمصدر][تحقق من المصدر]

ومع ذلك، عادة ما ينتج عن هذه التقنية زيادة طفيفة في التصفية الكلوية للدواء. نادرًا ما يتم تطبيق إدرار البول القسري في الممارسة العملية، ولكن يمكن استخدامه لتعزيز التخلص من الكوكايين والأمفيتامين والكينين والكوينيدين والأتروبين والإستركنين عند حدوث التسمم بهذه الأدوية.

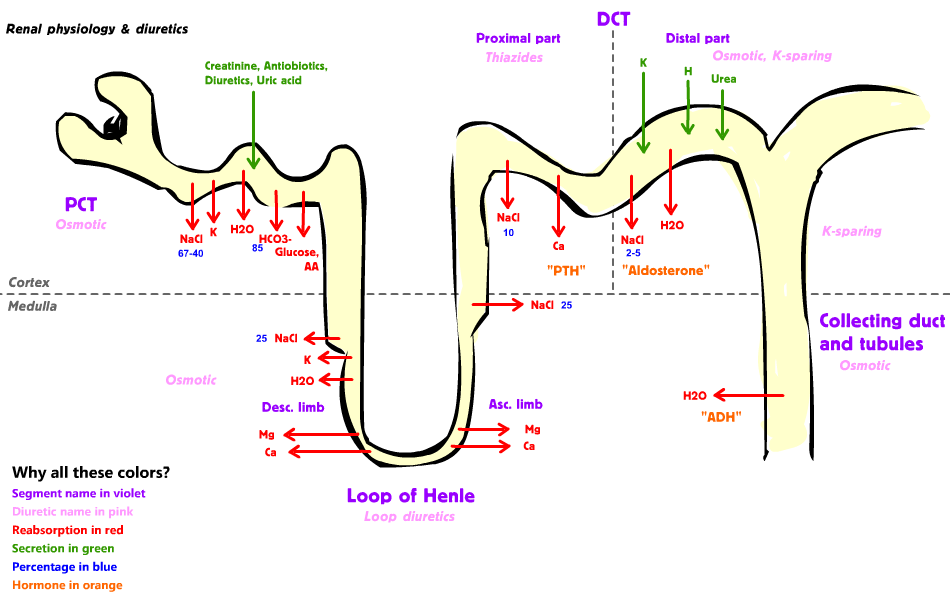
مدرات البول الكلوية

## إدرار البول الارتدادي
يشير إدرار البول الارتدادي إلى عودة تدفق البول المفاجئ الذي يحدث أثناء فترة النقاهة من إصابة الكلى الحادة. في إصابة الكلى الحادة، وخاصة النخر الأنبوبي الحاد، يتم سد النبيبات الكلوية بمواد خلوية، وخاصة التخشرات  النخرية للخلايا الميتة.تعيق هذه المواد تدفق المرشح، مما يؤدي إلى انخفاض إنتاج البول. يرتبط الإمداد الشرياني للنيفرون بجهاز الترشيح (الكبيبة)، ويؤدي انخفاض التروية إلى انخفاض تدفق الدم؛ عادة ما يكون هذا نتيجة لأمراض ما قبل الكلى.

إن آليات ارتشاف الكلى تكون نشطة بشكل خاص، حيث تستخدم ما يقرب من 100 ٪ من الأكسجين O2 المزود لها. وبالتالي، فإن الكلى حساسة بشكل خاص لانخفاض تدفق الدم. تحدث هذه الظاهرة بسبب استعادة التدفق الكلوي قبل وظيفة الارتشاف الطبيعية للنبيبات الكلوية. كما يظهر في الرسم البياني أدناه، فإن تدفق البول يتعافى بسرعة وبالتالي يتجاوز الناتج اليومي المعتاد (بين 800 مل و 2 لتر في معظم الناس). نظرًا لأن قدرة ارتشاف الكلى تستغرق وقتًا أطول، فهناك تأخر بسيط في الوظيفة يتبع استعادة التدفق. يتراوح المجال المرجعي الجيد لكرياتينين البلازما بين 0.07 - 0.12 مليمول / لتر.

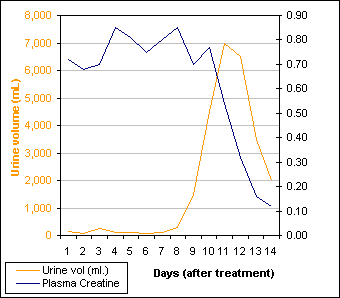
مثال على نمط تدفق البول ومستويات الكرياتينين في البلازما بعد النخر الأنبوبي الحاد.

## إدرار البول الناجم عن الغمر
قد ينتج إدرار البول عند غمر الجسم في الماء (أو أي سائل أخر مشابه)، على سبيل المثال، أثناء السباحة أو الاستحمام.
هذا النوع من الإدرار ناتج بشكل رئيسي عن الضغط وانخفاض درجة الحرارة.ينتج تأثير درجة الحرارة لأن الماء يقوم بسحب الحرارة من الجسم مما يؤدي إلى تضيق الأوعية الدموية في الأوعية الدموية الجلدية داخل الجسم للحفاظ على الحرارة. يكتشف الجسم زيادة في ضغط الدم ويمنع إفراز الفازوبريسين (المعروف أيضًا باسم الهرمون المضاد لإدرار البول (ADH))، مما يتسبب في زيادة إنتاج البول.
فيما يخص تأثر الضغط على الإدرار، يكون هذا ناتجاً عن الضغط الهيدروستاتيكي للماء الذي يزيد ضغط الدم بشكل مباشر. هذا يشير إلى حقيقة أن درجة حرارة الماء لا تؤثر بشكل كبير على معدل إدرار البول. الغمر الجزئي للأطراف فقط لا يسبب زيادة التبول. وبالتالي، فإن غمر يد الشخص النائم في الماء لجعله يتبول لا تدعم آلية إدرار البول الناجم عن الغمر. من ناحية أخرى، من الواضح أن الجلوس في حمام السباحة حتى الرقبة لبضع ساعات يزيد من إفراز الماء والأملاح واليوريا (الإدرار).

## إدرار البول الناجم عن البرد
إدرار البول الناجم عن البرد هو ظاهرة تحدث عند البشر بعد التعرض لبيئة منخفضة الحرارة، عادة أثناء انخفاض حرارة الجسم الخفيف إلى المعتدل. يُعتقد حاليًا أنه ناتج عن إعادة توجيه الدم من الأطراف إلى القلب بسبب تضيق الأوعية المحيطي، مما يزيد من حجم السائل في الجذع.
بشكل عام، يُعتقد أن التعرض الحاد للبرد يؤدي إلى إدرار البول بسبب زيادة الضغط الشرياني الوسطي. تستشعر الخلايا الشريانية في الكلى زيادة ضغط الدم وترسل إشارات للكلى لإفراز السوائل الزائدة في محاولة لتثبيت الضغط. تزيد الكلى من إنتاج البول وتملأ المثانة؛ عندما تمتلئ المثانة، قد يشعر الفرد بعد ذلك بالحاجة إلى التبول.
إدرار البول الناجم عن البرد هو أحد الوسائل التي يستخدمها الجسم للحفاظ على الحرارة عندما يشعر بأنه معرض لخطر انخفاض درجة حرارة. عندما يبدأ الجسم في الاستجابة لانخفاض درجة الحرارة، فإنه يبدأ في تضييق الأوعية الدموية لتقليل تدفق الدم إلى الجلد والحفاظ على الدفء حول الأعضاء الداخلية. يؤدي هذا إلى زيادة ضغط الدم لأن الآن أصبح يوجد نفس كمية الدم في الجسم التي يتم ضخها ولكن عبر مساحة أصغر. استجابةً لهذه الزيادة في الضغط، تبدأ الكلى في تصفية السوائل الزائدة في الدم لتقليل حجم الدم، وبالتالي تقليل الضغط. كل هذا السائل يجب أن يتم التخلص منه بطريقة ما، وهنا يبدأ التبول المتزايد. في الوقت الحالي، لا يوجد بحث علمي يمكنه أن يخبرنا بشكل قاطع بدرجة حرارة معينة، أو مدة التعرض، أو العمر، أو أي عامل آخر يسبب إدرار البول الناجم عن البرد. تحدث هذه الظاهرة عادة بعد انخفاض الوظيفة العقلية إلى مستوى أقل بكثير من المعدل الطبيعي. ولكن لحسن الحظ، زيادة التبول في الطقس البارد ليس علامة على وجود أي شيء خطير.
لوحظ إدرار البول البارد في حالات انخفاض حرارة الجسم العرضي بالإضافة إلى الآثار الجانبية لانخفاض درجة الحرارة العلاجي، وتحديداً أثناء مرحلة التحريض (induction phase).